# Endotélio corneano
Corneal endothelium é a camada mais interna da córnea e a mais importante.
Ela tem a função de fazer a deturgescência da córnea, que nada mais é do que retirar a água da córnea, presente na camada estromal e mantê-la sempre transparente.  
É uma monocamada de células poligonais (a maioria
hexagonal) que estão dispostos de forma irregular. O diâmetro médio
das células endoteliais é 20 microns e uma espessura de cerca de 4 a
6 mícrons Este tecido regula a hidratação e nutrição por imbibição de
a córnea. Tem uma atividade constante de bombeamento iônico que retorna
eletrólitos (seguidos de água) para a câmara anterior do olho. O
As células endoteliais não possuem capacidade mitótica efetiva. Sua densidade
diminui com a idade e as agressões corneanas. Existem alguns
3.000 células endoteliais no adulto e são perdidas
aproximadamente
0,7% a cada ano. No caso de insuficiência endotelial,
tem uma diminuição de células abaixo de 400 que causaria
incompetência endotelial e com ela edema corneano crônico.
1. 1 2  Marcomini, Luís (2011). «Seleção de córneas para transplantes». Revista Brasileira de Oftalmologia. Corneal selection for transplants. Consultado em 25 de março de 2024